# Die Loreley

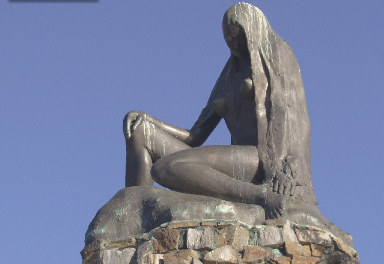
Standbeeld van de nimf

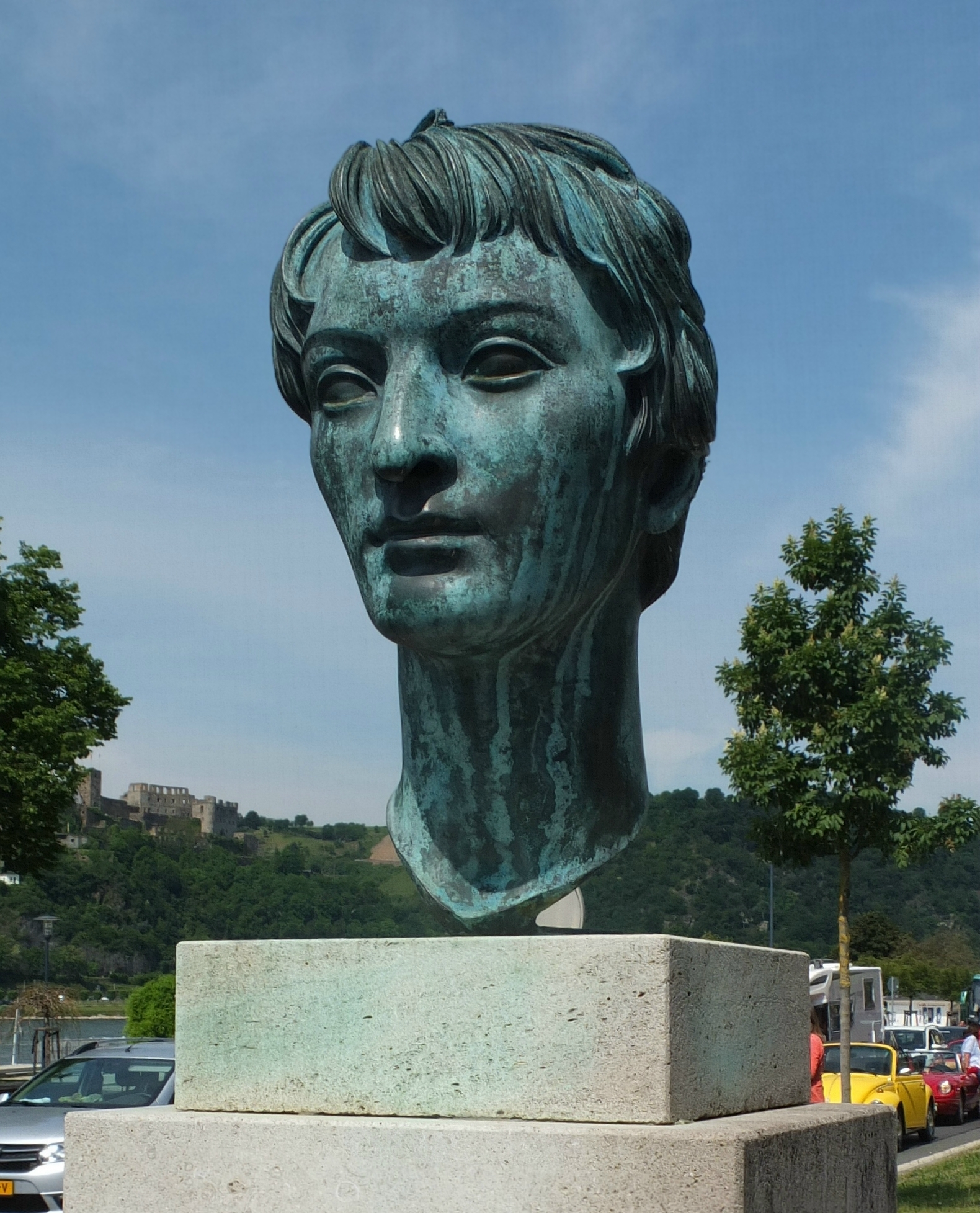
Buste van Heinrich Heine, Sankt Goarshausen

Die Loreley is een figuur uit de Duitse literatuur die, onder andere, is vereeuwigd in een gedicht van Heinrich Heine. De nimf die met haar gezang schippers afleidt van de gevaarlijke stroomversnellingen bij de gelijknamige rots maakte haar eerste optreden in de Lore Lay van Clemens Brentano in 1801.
Die Loreley (ook Lorelei, Loreleï, Lore Lay, Lore-Ley, Lurley, Lurelei, Lurlei) is een leisteenrots nabij Sankt Goarshausen, Rheinland-Pfalz en bevindt zich aan de oostelijke oever van de Rijn (aan "Rheinkilometer" 555) en rijst hoog (132 meter, 193,14 m boven Normal Null) en steil op aan de binnenkant van een bocht in de Rijn.

## Heinrich Heine (1799 - 1856)
De versie van Heine uit 1824 is echter zonder twijfel het bekendst, zeker in de toonzetting van Friedrich Silcher, hoewel er in de 19e eeuw meer dan veertig gezongen versies van dit gedicht in omloop waren, onder andere van Liszt en Clara Schumann. Later beschouwde men het als een tamelijk sentimenteel volkslied. Er werd beweerd dat het lied zo populair was dat zelfs de nazi's het werk niet durfden te verbieden (Heine was een Jood) en het toeschreven aan een onbekende Duitse dichter. De Lorelei vond echter niet alleen een nationale, maar ook een internationale echo en is nog steeds zonder twijfel zijn bekendste werk.

Ich weiß nicht, was soll es bedeuten,

Daß ich so traurig bin,

Ein Märchen aus uralten Zeiten,

Das kommt mir nicht aus dem Sinn.

Die Luft ist kühl und es dunkelt,

Und ruhig fließt der Rhein;

Der Gipfel des Berges funkelt,

Im Abendsonnenschein.

Die schönste Jungfrau sitzet

Dort oben wunderbar,

Ihr gold'nes Geschmeide blitzet,

Sie kämmt ihr goldenes Haar,

Sie kämmt es mit goldenem Kamme,

Und singt ein Lied dabei;

Das hat eine wundersame,

Gewalt'ge Melodei.

Den Schiffer im kleinen Schiffe,

Ergreift es mit wildem Weh;

Er schaut nicht die Felsenriffe,

Er schaut nur hinauf in die Höh'.

Ich glaube, die Wellen verschlingen

Am Ende Schiffer und Kahn,

Und das hat mit ihrem Singen,

Die Loreley getan.

## Trivia
In het Suske en Wiske-album De snikkende sirene zingt Tante Sidonia dit lied als ze Lorelei vervangt op de gelijknamige rots, waardoor alle schepen die langs de rots varen vergaan.